# Großreichenbach
Großreichenbach (früher Reichenbach) ist eine Ortschaft und eine Katastralgemeinde der Gemeinde Schweiggers im Bezirk Zwettl in Niederösterreich.

## Geschichte
Laut Adressbuch von Österreich waren im Jahr 1938 in Großreichenbach ein Gastwirt, ein Schmied, ein Schuster, ein Tischler und einige Landwirte ansässig.

## Siedlungsentwicklung
Zum Jahreswechsel 1979/1980 befanden sich in der Katastralgemeinde Großreichenbach insgesamt 52 Bauflächen mit 23.943 m² und 16 Gärten auf 9.003 m², 1989/1990 gab es 39 Bauflächen. 1999/2000 war die Zahl der Bauflächen auf 76 angewachsen und 2009/2010 bestanden 62 Gebäude auf 117 Bauflächen.

## Wirtschaft und Infrastruktur
Seit 2016 ist die bekannte Destillerie Reif OG im Ort ansässig.

## Bodennutzung
Die Katastralgemeinde ist landwirtschaftlich geprägt. 348 Hektar wurden zum Jahreswechsel 1979/1980 landwirtschaftlich genutzt und 114 Hektar waren forstwirtschaftlich geführte Waldflächen. 1999/2000 wurde auf 329 Hektar Landwirtschaft betrieben und 132 Hektar waren als forstwirtschaftlich genutzte Flächen ausgewiesen. Ende 2018 waren 318 Hektar als landwirtschaftliche Flächen genutzt und Forstwirtschaft wurde auf 133 Hektar betrieben. Die durchschnittliche Bodenklimazahl von Großreichenbach beträgt 23 (Stand 2010).

## Belege
1. ↑  Adressbuch von Österreich für Industrie, Handel, Gewerbe und Landwirtschaft, Herold Vereinigte Anzeigen-Gesellschaft, 12. Ausgabe, Wien 1938 PDF, Seite 413
2. 1 2  BEV: Regionalinformation 31.12.2018 auf bev.gv.at (online)